# Liste der geschützten Landschaftsbestandteile in Wolfsburg
In der kreisfreien Stadt Wolfsburg gibt es zwei ausgewiesene geschützte Landschaftsbestandteile.
| Baumschutzsatzung der Stadt Wolfsburg, Stadtteil Rabenberg   | BW | GLB WOB 00001 | Wolfsburg | ⊙ |  | 11. Dez. 1990 |
| Baumschutzsatzung der Stadt Wolfsburg, Stadtteil Teichbreite |    | GLB WOB 00002 | Wolfsburg | ⊙ |  | 11. Dez. 1990 |
| Legende für Geschützter Landschaftsbestandteil               |    |               |           |   |  |               |